# Valdemaro Vecchi
Valdemaro Donnino Vecchi (Borgo San Donnino, 5 ottobre 1840 – Trani, 8 febbraio 1906) è stato un editore e tipografo italiano.
Pioniere dell'editoria e della cultura in Puglia, fu definito “il principe degli editori italiani”.

## I primi anni
Pugliese d'adozione, Valdemaro Vecchi nacque a Borgo San Donnino, oggi Fidenza (PR) il 5 ottobre 1840. Il padre Giuseppe, fondò e condusse una tipografia fino al 1853, quando dovette chiuderla per gravi motivi finanziari e di salute.
II piccolo Valdemaro, a tredici anni, dopo un'infanzia trascorsa serenamente, causa problemi familiari, fu costretto a lasciare gli studi e a cercarsi un lavoro.
Influenzato dal padre, un uomo di notevole cultura, Valdemaro non abbandonò comunque la propria formazione, appassionandosi al giornalismo.

## Gli inizi in tipografia
Nel 1855 si trasferì a Milano dove cominciò a lavorare nella tipografia Guglielmini. Le sue capacità vennero apprezzate ben presto e dalla mansione di "compositore" in poco tempo passò a quella di "proto" (capo tipografia). Nel 1859 fece ritorno a Parma dove fece esperienza nel campo giornalistico.
Nel 1862, invitato alla direzione di una tipografia, si trasferì ad Alessandria dove si sposò, nel 1864, con Luisa Penna che gli fu compagna per tutta la vita. Sempre ad Alessandria, nello stesso anno, riuscì ad acquistare una piccola tipografia che condusse fino al 1868, quando, su consiglio dell'amico piemontese don Giuseppe Onesti, decise di trasferirsi a Barletta.

## A Barletta
L'Onesti, che era direttore delle Scuole Municipali di Barletta, gli prospettò l'occasione di ottenere un aiuto dal Comune e buone possibilità di guadagno. Vecchi infatti, giunto a Barletta il 28 dicembre 1868, ottenne in comodato gratuito per cinque anni l'antico Convento di San Domenico, dove venne fondata la “Tipografia Municipale V. Vecchi e Soci”.
La famiglia Vecchi rimase a Barletta per 11 anni. Il 9 febbraio 1871 Vecchi pubblicò Il Circondario di Barletta, primo periodico della città, da lui fondato, un settimanale indipendente e di principi liberali moderati.
Nel 1879 la morte del piccolo Tommaso, suo unico figlio, ora sepolto nel cimitero di Barletta, lo indusse a trasferirsi a Trani, dove continuò la sua attività aprendo, nel 1880, in Via Cavour, nei locali di Palazzo Sarri, la “Tipografia Valdemaro Vecchi e C.”.

## A Trani
L'attività di Vecchi fu aiutata dalla presenza a Trani della Corte D'Appello delle Puglie che all'epoca era la terza per importanza in Italia dopo quelle di Napoli e Palermo, precedendo quelle di Roma, Torino e Catanzaro. Essa era per la città fonte di vivacità culturale e centro di studi giuridici.
La tipografia di Valdemaro Vecchi, sita in Corso Cavour, diede il suo apporto al clima culturale di Trani producendo alcune delle sue riviste più significative, ciò ne consentì un notevole sviluppo anche dal punto di vista dell'arte tipografica e dell'editoria. Oltre alla sua azienda, che contava 35 operai, alla fine del decennio Trani contava ben cinque tipografie.
Valdemaro Vecchi aprì, con l'aiuto del fratello Evaristo, altre due tipografie che furono attive per alcuni anni a San Severo e presso l'orfanotrofio Regio Ospizio Vittorio Emanuele a Giovinazzo, dove vi erano scuole per insegnare vari mestieri agli orfanelli provenienti da tutta la Puglia.
Conobbe il giovane Benedetto Croce di cui stampò la prima edizione dell'Estetica nel 1902, collaborò poi in modo stretto con l'editore Giovanni Laterza per cui la tipografia Vecchi stampò tutte le opere di Croce.
Per riuscire a dare adeguato seguito a tutti gli impegni Vecchi nel 1882 si era affiancato nella direzione della tipografia di Trani il giovane Giuseppe Petrarota che gli successe nella conduzione dell'attività dopo la morte improvvisa, l'8 febbraio 1906, causa funesto attacco di angina pectoris.

## Opere e pubblicazioni
- Il Circondario di Barletta
- Il Codice Diplomatico barese
- Critica, rivista di storia, letteratura e filosofia
- Napoli nobilissima
- La Nuova Parola
- Rassegna Pugliese di scienze, lettere e arte
- Rivista di Giureprudenza

## Riconoscimenti e intitolazioni
- Il 9 febbraio 1906, Paolo Lembo, sindaco del Comune di Bari, commemorando la morte di Valdemaro Vecchi, accogliendo l'invito del Consiglio Comunale e in accordo con l'analoga assemblea provinciale, gli conferì la cittadinanza onoraria pugliese[2].
- Via Valdemaro Vecchi è una delle vie centrali di Trani[3].
- Il Liceo Scientifico di Trani è intitolato a Valdemaro Vecchi[3].